# Зеленцино (Владимирская область)
Зеле́нцино (также Зеленцыно) — деревня, прежде село, в Александровском районе Владимирской области. Расположена в 98 км от МКАД между Ярославским и Щёлковским шоссе. В Зеленцине находится один из трёх известных источников, освящённых преподобным Русской православной церкви Сергием Радонежским.

## Этимология и написание
Поселение славян появилось возле Лысой горы, где находилось капище у священного источника. В нём жили зелейники — знахари, лечившие травами и кореньями. От зелейника произошло название селения — Зеленцино.
Изначально написание топонима (во всех или почти во всех случаях) было Зеленцыно. Изменение в написании имени произошло, вероятно, в XIX веке: ы трансформировалось в и, и топоним приобрёл современный вид — Зеленцино. В 1986 году деревня Зеленцино была занесена в государственный реестр населённых пунктов Владимирской области снова под названием Зеленцыно. После обнаружения ошибки название в источниках стало разниться. В 2011 году администрация Александровского района должна была подготовить документы об изменении названия на Зеленцино и представить их в Законодательное собрание Владимирской области. Было ли название официально изменено на Зеленцино, неизвестно.

## География

### Географическое положение
Деревня Зеленцино находится в восточной части Клинско-Дмитровской гряды, переходящей затем ещё восточнее во Владимирское Ополье и южнее — в Мещёрскую низменность. Рельеф деревни и её окрестностей — слабовсхолмленная моренная равнина. Минерально-сырьевые ресурсы этой части Клинско-Дмитровской гряды представлены залежами песчано-гравийно-валунного материала, трепела и легкоплавких глин. Почвы легко- и среднесуглинистые. Речная система (река Серая и её приток река Вздериножка) относится к бассейну Оки.

### Реки
Зеленцино находится в месте впадения реки Вздериножки в реку Серую. Другие названия Вздериножки — Дериножка, Чёрная, Анютина.
Серая затем впадает в Шерну.

## История

### Древняя история
Местность, где в настоящее время находится Зеленцино, была населена в каменном веке. На склонах Лысой горы археологи и краеведы находили наконечники каменных стрел и другие предметы жизни людей того времени. На берегах реки Вздериножки были найдены курганы-насыпные могильники и древнерусская керамика домонгольского периода (XI—XIII века). На Лысой горе, название которой, вероятно, дали славяне, находилось капище у священного источника.

### Средние века
В XV веке входило в состав Марининской волости Переяславского уезда.
Точная принадлежность Зеленцина кому бы то ни было в XIV веке не установлена. Соседние земли села Романовского принадлежали князю московскому и великому князю владимирскому Симеону Гордому, затем митрополиту Московскому. Соседние земли в волости Великая Слобода принадлежали Ивану Красному и затем его сыну Дмитрию Донскому и его потомкам. Земли вокруг Зеленцина были причиной раздоров между сыном Василия I и его дядей Юрием и между внуками Дмитрия Донского.
В 1433 году село Зеленцино вместе с деревнями и пустошами было передано князем Александром Владимировичем Лыковым Махрищскому монастырю. После этого село, вероятно, переходило из рук в руки великих князей, пока в 1453 году в межусобной борьбе не победил Василий Тёмный, разделивший земли уничтоженных им двоюродных братьев между своими детьми, матерью и женой.

## Население
| 1859 | 1905 | 1926 | 2002 | 2010 | 2021 |
| ---- | ---- | ---- | ---- | ---- | ---- |
| 298  | ↗413 | ↗506 | ↘96  | ↘73  | ↗103 |

## Достопримечательности

### Лысая гора
Лысая гора возле Зеленцина упоминается в письменных памятниках как Ярильцева, что с достаточной степенью достоверности свидетельствует о ней как о месте поклонения Яриле — славянскому мифологическому и ритуальному персонажу, связанному с идеей плодородия и сексуальной мощи.
После освящения на ней в XIV веке Сергием Радонежским источника, гора также стала называться Церковной.
В геоморфологическом смысле Лысая гора — не гора, а бровка крутого склона долины реки Серой.

### Святой источник прп. Сергия Радонежского в Зеленцине

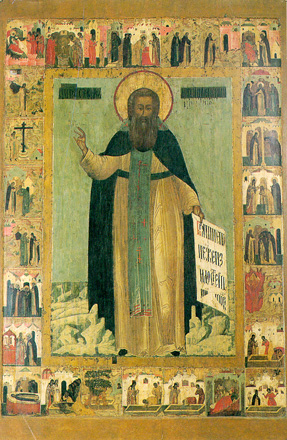
Стефан Махрищский

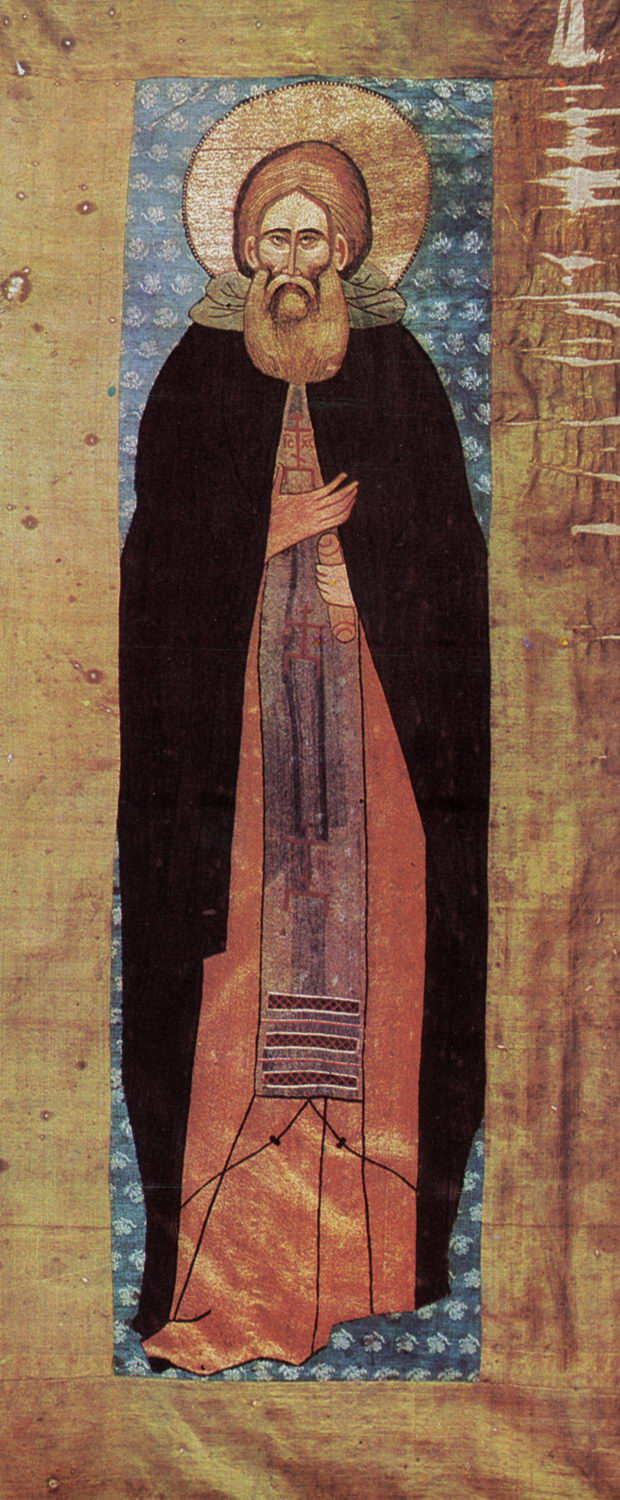
Сергий Радонежский

Источник на склоне Лысой горы стал известен после прощальной беседы возле него, предположительно до 1358 года, преподобных Русской православной церкви Сергия Радонежского и Стефана Махрищского. По преданию, Сергий Радонежский, выпив воды из источника, почувствовал его чудодейственную силу и освятил воду источника своим крестом. После беседы Сергий простился со Стефаном и направился со своим спутником, иноком Махрищской обители Симоном, в сторону Стромынской дороги на юг вдоль реки Киржач, на которой он с подвижниками построил церковь во имя Благовещения Пресвятой Богородицы и затем жил в этой обители четыре года.
Впоследствии источник стал местом паломничества, а Лысая гора получила ещё одно название — Церковная.

### Часовня Троицы Живоначальной

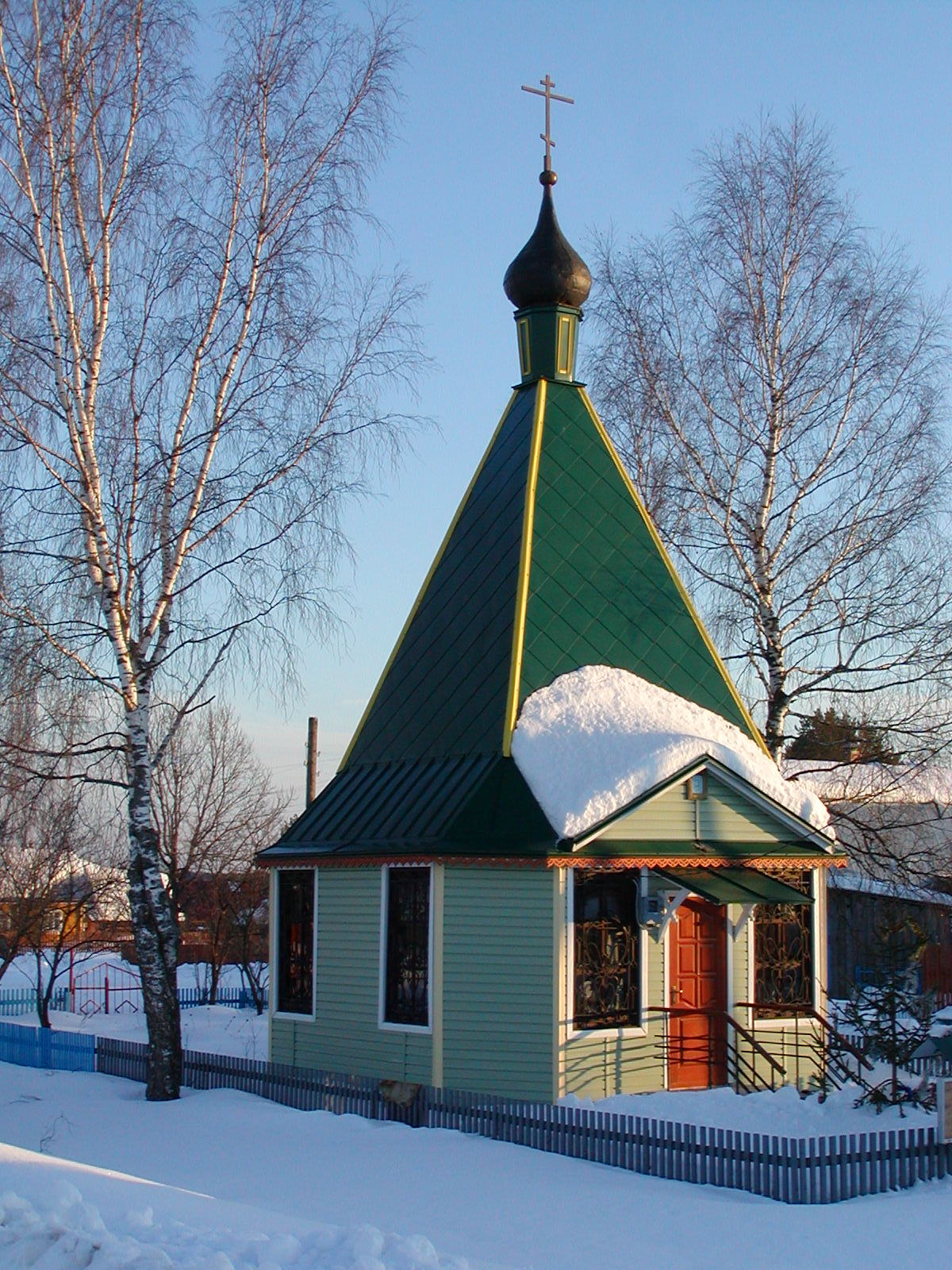
Часовня Троицы Живоначальной

В 2010 году в Зеленцине была сооружена небольшая деревянная часовня Троицы Живоначальной. Сначала она была окрашена снаружи в голубые (клеть) и синие (кровля) тона, затем была перекрашена соответственно в салатовые и изумрудно-зелёные тона. С восточной стороны часовни находится мемориал погибшим во Второй мировой войне зеленцинцам.

## Коттеджный посёлок Зеленцино

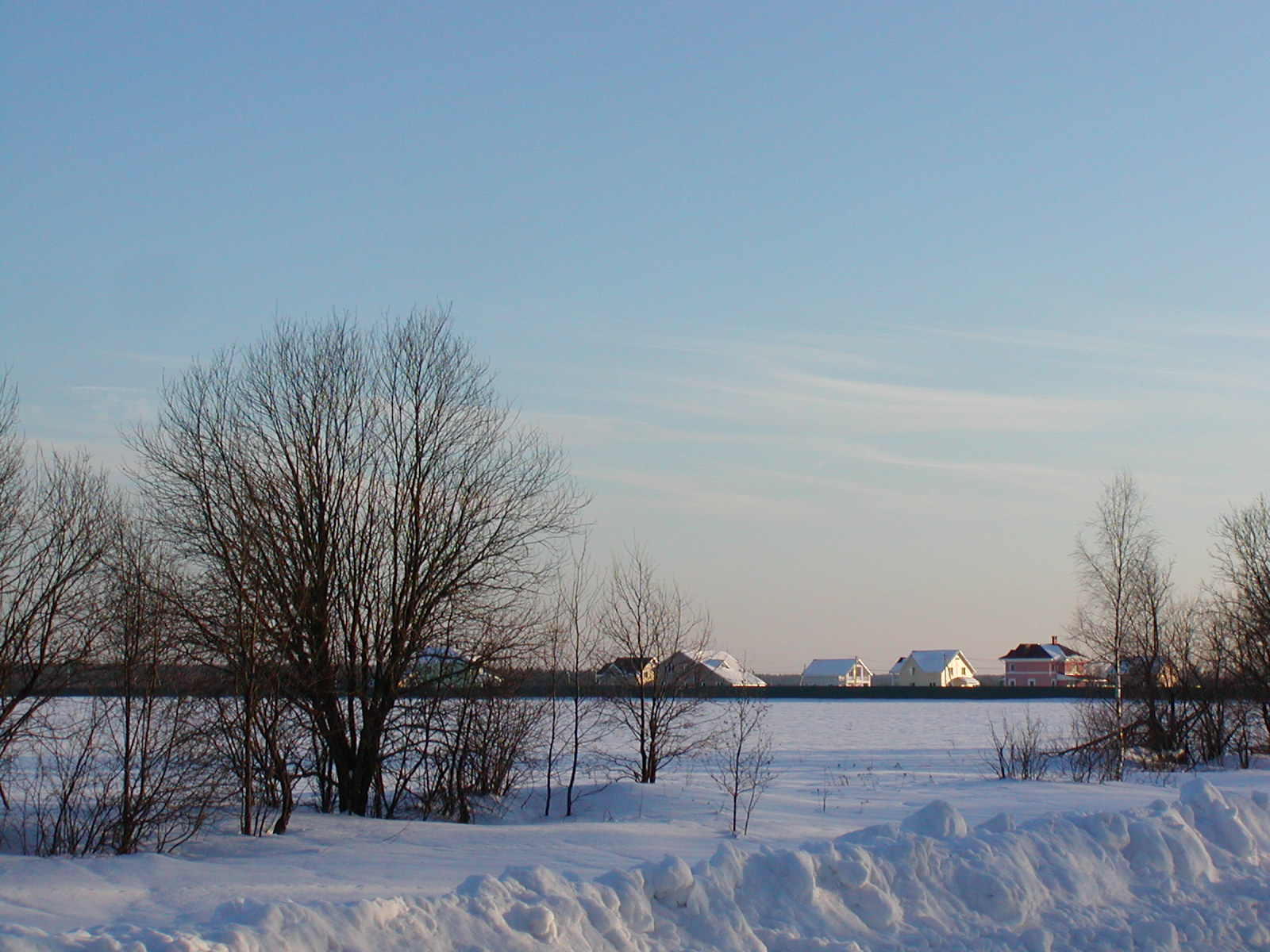
Коттеджный посёлок Зеленцино

В конце 2000-х — начале 2010-х годов рядом с деревней появился коттеджный посёлок бизнес-класса Зеленцино, по площади (47 гектаров) и количеству домовладений (214) сопоставимый с собственно деревней.